# Podarcis vaucheri
Espèce
Synonymes
- Lacerta muralis var. vaucheri Boulenger, 1905

Statut de conservation UICN

 LC  : Préoccupation mineure
Podarcis vaucheri est une espèce de sauriens de la famille des Lacertidae.

## Répartition

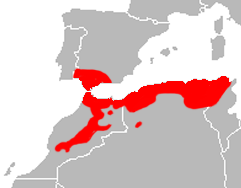
Distribution

Cette espèce se rencontre dans le sud de l'Espagne, du Portugal, au Maroc et dans le nord de l'Algérie.

## Étymologie
Cette espèce est nommée en l'honneur d'Henri Vaucher (1856–1910).

## Publication originale
- Boulenger, 1905 : A Contribution to our Knowledge of the Varieties of the Wall-Lizard (Lacerta muralis) in Western Europe and North Africa. Transactions of the Zoological Society of London, vol. 17, p. 351-420 (texte intégral).